# Лиза Симпсон
Ли́за Мари́ Си́мпсон (англ. Lisa Marie Simpson) — героиня американского анимационного сериала «Симпсоны». Средний ребёнок в семье, восьмилетняя девочка, выделяющаяся среди остальных Симпсонов прежде всего своим умом и рассудительностью. Обладает высоким интеллектом, играет на музыкальных инструментах, поёт, пишет книги и стихи. Создатель — Мэтт Грейнинг.

## Личность

### Интеллектуальность
Учится во втором классе начальной школы Спрингфилда. Её не по годам развитый интеллект (IQ 156 или 159, варьирует в разных сериях; является членом Спрингфилдского отделения Менсы) невольно отгораживает её от окружающих: у неё почти нет друзей, и даже дома её нередко не понимают, особенно Гомер Симпсон.
Тем не менее, у Лизы есть и черты, характерные для её возраста: она обожает мультфильм «Щекотка и Царапка», играет с куклой Стейси Малибу, хотя в эпизоде «Lisa vs. Malibu Stacy» выступает против этой куклы, предлагая на замену создать Лизу Львиное Сердце, боится бугимена, у неё была воображаемая подруга — еврейка Рэйчел Коэн, которая, по словам Лизы, уехала в частный колледж. Обнаруживаются и пробелы в её знаниях: например, она не знает, чем закончилась жизнь Жанны д’Арк (в этом виновата Мардж, которая, не желая расстраивать дочь, не позволила Гомеру дочитать историю).
Знает итальянский, некоторые французские и немецкие глаголы, немного понимает китайский, латынь и испанский.

### Способности
Любит музыку, часто, когда ей скучно, играет на саксофоне (предпочитает джазовые импровизации); использует трость № 4,5, которая является очень «тяжёлой», то есть для звукоизвлечения нужно прилагать изрядные усилия, и немного на других инструментах: органе, фортепиано, гитаре, скрипке и бас-гитаре, аккордеоне, различных фольклорных духовых инструментах. Помимо музыкальных, имеет и другие творческие способности: поёт («A Star Is Torn»), написала несколько стихов и неоконченный роман «Они обещали мне пони», проявляла журналистский талант, выпуская собственную газету и ведя детские новости, занималась чечёткой и художественной гимнастикой (без особого успеха).
Поэзия Лизы Симпсон основана на творчестве многих американских поэтов, в частности, стихотворение Аллена Гинзберга «Вопль» обыграно ею в серии «Bart vs. Thanksgiving».

### Политические взгляды
Лиза — феминистка, экологист и социал-либерал. Она считает, что богатые люди, у которых много средств, должны делиться с теми, у кого их не очень много.

## Интересы
В эпизоде «’Scuse Me While I Miss the Sky» сама Лиза говорит, что среди её интересов «музыка, наука, животные, живопись, чувства».

### Принципы
Как правило, Лиза предстаёт перед зрителем в образе «правильной» героини, которая всегда следует своим принципам, даже наперекор воле родителей (см. например, эпизод «Homer vs. Lisa and the 8th Commandment»), и невольно разрушает чужие планы из самых лучших своих побуждений. Лизу, также как и Мардж, считают «голосом разума» и идеалисткой, в противоположность Барту и Гомеру.
По убеждениям благородная вегетарианка, защищает права животных. Была активисткой организации «Дети за этичное обращение с животными», затем вступила в «Люди за этичное обращение с животными». Выступает за возвращение Тибету независимости. Подчёркивает своё уважительное отношение к коренному населению Америки. Старается во всём проявлять политкорректность.
За вклад в пропаганду защиты окружающей среды Лиза была удостоена премии «Environmental Media Awards» в 2001 году, которую получили за неё Мэтт Грейнинг и Ярдли Смит.

### Вегетарианство
С эпизода «Lisa the Vegetarian» (седьмой сезон) Лиза является убежденной вегетарианкой. К этому решению её подтолкнули Апу и Пол Маккартни, с которыми она беседовала в тайном саду на крыше Квик-И-Марта. Интересно, что вегетарианство Лизы связано с вполне реальным желанием самого Пола Маккартни увековечить тем память своей супруги Линды. Тайком от Лизы, Мардж подливает немного мясного бульона в её овощи. В эпизоде «The Real Housewives of Fat Tony» она сама признаётся, что ей надоела вегетарианская еда. В серии «Penny-Wiseguys» Лиза теряет сознание прямо во время исполнения саксофонного соло из-за недостатка железа в организме. Вследствие этого она вынуждена начать добавлять в свой рацион насекомых. Однако, в конце серии она отказывается от этого из-за угрызений совести и неприятных снов, в которых насекомые корят её за то, что она их ест.

### Религиозные убеждения
Воспитанная в семье протестантов, Лиза развила в себе особое восприятие веры: она никогда не придавала особого значения атрибутике, обрядовости, обращая внимание главным образом на свой духовный мир. После того, как Лиза увидела что христианская церковь Спрингфилда является средством добывания денег, Лиза разочаровалась в ней, но нуждаясь в некой новой духовной основе, начала искать себе другую религию и в итоге обратилась к буддизму (эпизод «She of Little Faith», 13-й сезон).
Некоторые раскритиковали переход Лизы в буддизм, утверждая, что такое событие, по их мнению, свидетельствует о том, что мультсериал за многие годы исчерпал себя и просто использовал все возможные сюжеты.
В течение первых сезонов Лиза была христианкой, но в серии «Lisa the Skeptic» она утверждает, что ангелов не существует. После тринадцатого сезона, сценаристы не заостряли внимания на вероисповедании Лизы: её религиозные взгляды мельком упоминаются лишь в нескольких сериях.
До того как Лиза стала буддисткой, некоторые философы описывали её как «убеждённую теистку, такую же, как Нед, хотя и не проявляющую фанатизма и живущую согласно своим собственным правилам этики и морали», при этом также замечая, что разнообразные социальные проблемы она рассматривала не с точки зрения их одобрения или порицания «Богом», а только со стороны своих собственных этических и моральных принципов.
Также Лиза никогда не позволяла превалировать религиозным предрассудкам над наукой. К примеру, когда последователи христианства шантажом заставили директора Скинера преподавать в начальной школе библейскую историю «сотворения» наравне с эволюцией, Лиза стала защищать науку, обращая внимание окружающих на то, что креационизм — это не научная теория, и таким представлениям не место в учебных учреждениях, и даже инициировала судебный процесс (эпизод «The Monkey Suit»)

### Характер
Характер Лизы меняется на протяжении сериала: в «Шоу Трейси Ульман» и ранних сезонах она иногда ведёт себя не лучше Гомера и Барта: иногда ленится, уделяет много времени телевизору, шалит и даже неплохо катается на скейте. В дальнейшем Лиза приобретает всё больше и больше индивидуальных черт, становится многогранной личностью. Основные положительные черты её характера: стремление помогать, трудолюбие и усердность, умение учиться на своих ошибках, терпение и способность прощать. Отрицательные: завистливость, сочетающаяся со стремлением быть лучше всех, перфекционизм, иногда — неспособность отстаивать свои убеждения без поддержки со стороны.
В серии «Diatribe of a Mad Housewife» характер Лизы был разложен на составляющие: внутри неё были показаны совесть, честность, зависть и либидо.
А любой по её мнению плохой поступок приводит к тому что она представляет что будет позже. Например:
- В серии «Lisa the Greek» представляет себя в будущем рабыней азартных игр.
- В серии «Lisa the Simpson» представляет себя больной ожирением женой Ральфа с большим количеством детей.

Характерная фраза (после того, как её обидит кто-либо из членов семьи): «Если понадоблюсь — я в своей комнате!» После чего она поднимается наверх к себе.

### Одежда
В повседневной жизни Лиза всегда носит красное платье с зубчиками по нижнему краю, красные туфли и белые бусы.
Перед отходом ко сну девочка надевает светло-голубую ночную рубашку и тапочки того же цвета.
В церковь героиня ходит в светло-розовом платье, туфлях и шляпе того же цвета.
Для купания Лиза всегда надевает красный купальник.

### Блиц-анкета
- Любимый мультфильм: «Щекотка и Царапка».
- Любимая книга: «Таинственный сад» Фрэнсис Бернетт.
- Любимые блюда: Мороженое, кус-кус, домашние вафли.
- Любимая песня: «Блюз сломанной шеи» («The Broken Neck Blues»).
- Любимый музыкальный альбом: «Birth of the Cool[англ.]» Майлза Дэвиса.
- Кумиры: Мерфи Кровавые Дёсны (саксофонист), Элизабет Кейди Стентон (суфражистка), Уинифред Бичер Хоуи (вымышленная суфражистка, основанная на исторической личности Сьюзен Энтони).

Также является фанаткой радиостанции NPR и радиокомика Дэвида Седариса.
- Адрес E-mail: smartgirl63_\@yahoo.com, упомянут в серии «The President Wore Pearls». Не существует в реальной жизни, так как использование обратной косой черты в названии электронного почтового ящика невозможно.
- Фанатка компании Mapple (компания-пародия на американскую корпорацию Apple Inc. с логотипом в виде надкушенного с двух противоположных сторон яблока); имеет myPod (подаренный Красти клоуном) и myMac. Лично встречалась со Стивом Мобсом (Стив Джобс во вселенной Симпсонов) в эпизоде «Mypods and Boomsticks». Работала на Mapple в качестве промоутера. В одной из серий, когда семья Симпсонов приходит в торговый центр купить компьютер, Лиза явно проявляет своё отношение к продукции «Mapple».

## Биография

### Рождение, раннее детство
История появления Лизы на свет подробно описана в эпизоде «Lisa's First Word». Лиза родилась во время Олимпиады 1984 года, проходившей в Лос-Анджелесе 2 августа 1984 года, причём в день проведения заплыва на 100 м баттерфляем у женщин, что позволяет определить день её рождения как 2 августа или 9 мая. Известно, кроме того, что она младше Барта на 2 года и 38 дней. Сразу после рождения малышки двухлетний Барт, обделённый вниманием родителей, начинает видеть в Лизе потенциальную соперницу и предпринимает различные попытки избавиться от своей сестры. После того, как Лиза произнесла своё первое слово, а им стало имя её брата, их взаимоотношения ненадолго наладились, и в раннем детстве они относились друг к другу довольно тепло (это можно увидеть кроме того в сериях «Lisa on Ice» и «On a Clear Day I Can't See My Sister»). Но вот по сюжету 20 серии 25 сезона, когда Апу говорит Гомеру, что употреблён в рождественские именинники, можно разглядеть, что день рождения её 22 декабря. В Mr. Lisa's Opus, когда Лиза просыпается в свой день рождения, на календаре указана дата 9 мая. В тот же день по сюжету этой серии родились одноклассник Лизы Хьюберт Вонг и владелец пиццерии Луиджи.
Назвать девочку Лизой решила Мардж, потому что скудная фантазия Гомера подсказала ему только имя «Бартзилла» (об этом упоминается в серии «I, D'oh-Bot»). Чуть позже, в серии «The Man Who Came To Be Dinner» будет показано, что своё имя Лиза получила в честь детского паровозика из аттракциона. Второе имя, Мари упоминается в сериале дважды: в приглашении на свадьбу в серии «Lisa's Wedding» и в инициалах девочки в серии «The Monkey Suit».
С самого раннего детства Лиза была особенным ребёнком. Будучи младенцем, она сама сменила себе подгузник. В три года она была уже очень развита, например, отлично владела устным счётом и складывала слова из кубиков. Случайно психолог Спрингфилдской начальной школы увидел, как Лиза сложила большую головоломку с изображением Тадж-Махала, и посоветовал отдать её в дошкольное учреждение для одарённых детей (история открытия Лизиного таланта подробно изложена в эпизоде «Lisa's Sax»). Это оказалось не по карману Симпсонам, поэтому они ограничились всего лишь покупкой саксофона.

### Будущее
- Восемь лет спустя, отображено в серии «Future-Drama»: профессор Фринк с помощью специальной машины показывает Лизе и Барту их будущее, в котором Лиза идёт на выпускной бал с Милхаусом, потому что он спас её от пожара, который сам же и устроил. В будущем Барт собирается лишить Лизу возможности поступить в Йельский университет, но видит с помощью той же машины, что в этом случае Лиза будет жить очень бедно и несчастливо в браке с Милхаусом, и спасает сестру.
- Пятнадцать лет спустя, показано в серии «Lisa's Wedding»: гадалка предсказывает Лизе, что она встретит прекрасного британца, который предложит ей руку и сердце, но не выйдет за него из-за неприязни будущего мужа к семье Симпсонов. Также в этой серии намекается, что Лиза потеряла девственность с Милхаусом (но Мардж говорит, что «Милхаус не считается»). Впрочем, наверняка это будущее нереально, так как в конце серии гадалка признается Лизе, что специализируется на предсказании всяких обманов.
- Тридцать лет спустя, отображено в серии «Bart to the Future»: индеец предсказывает Барту, что Лиза станет президентом США, причём предыдущим президентом перед ней будет Дональд Трамп[6], причём будет первой женщиной не лесбиянкой, вступившей на эту должность, а Милхаус будет работать её секретарём.
- Тридцать лет спустя, отображено в серии «Holidays of Future Passed»: показывается бисексуальная ориентация Лизы, так как она сидит нежно взяв за руку девушку с тёмными волосами. Вышла замуж за Милхауса, у них родилась дочь Зиа.
- Тридцать лет спустя, отображено в серии «Days of Future Future[англ.]»: Лиза будет помогать людям болеющим зомбизмом, но один больной кусает Милхауса и он вскоре становится зомби. Вместе с болезнью он стал бесстрашным и не нытиком. Лизе он понравился, и она от него стала без ума. Но через недолгий период Милхаус становится таким же нытиком. (но это во сне Барта). На самом деле зомбизм не излечим, и Милхаус остается таким же сильным зомби.
- Будущая смерть, отображено в серии «Flanders’ Ladder»: показывается что Лиза умирает в 98 лет. Перед смертью она понимает что это ошибка перейти к буддизму, а смерть в буддизме — нужно действовать заранее и думать об этом.
- Фантазии:
  - В серии «Lisa the Greek» представляет себя в будущем рабыней азартных игр.
  - В серии «Lisa the Simpson» представляет себя больной ожирением женой Ральфа с большим количеством детей.
  - В серии «Bart Gets Famous» представляет себя успешной и незаменимой, и вспоминает свои заслуги перед обществом, в то время как Барт играет роль слуги, наводящего блеск на её наградах, после чего пинает его так, что тот падает на одну из острых наград и погибает.
  - В серии «Smart And Smarter» ей снится сон, в котором она видит себя в будущем, где она завидует своей более умной, но по-прежнему не говорящей младшей сестре.

## Отношения с окружающими
В книге «Симпсоны как философия» Эон Скобл, автор эссе «Лиза и американский антиинтеллектуализм» пишет, что «восприятие её другими персонажами отражает любовно-ненавидящее отношение американского общества к интеллектуалам».

### В школе
Персонал Спрингфилдской начальной школы считает Лизу всезнайкой, но для собственной выгоды (Лиза нужна для поддержания репутации школы) угождает ей. Свободомыслие девочки всячески порицается.
Получила награду: Школьник миллениума
Ученики почти не обращают внимания на Лизу. В некотором роде, её подругой считается второклассница Дженни, но это не очень близкие отношения.

### В семье
Лиза очень любит членов своей семьи, особенно это бросается в глаза в серии «Lisa's Wedding». Предпочтение она отдаёт матери: с Мардж у неё очень хорошие, доверительные отношения и девочка часто обращается к ней за помощью. Примечательно, что в серии «Treehouse of Horror X», когда ей надо было выбрать, кого из родителей спасти, она, не раздумывая ни секунды, выбрала Мардж.
С остальными членами семьи у неё довольно мало общего, но к каждому из них она относится очень хорошо и обычно помогает, хотя иногда и раздражается в ответ на нетактичное поведение семьи. Зачастую соперничает с братом и младшей сестрой.

### Её возлюбленные
Лиза довольно влюбчива, за все время сериала среди её возлюбленных побывали:
- Нельсон Манц (именно с ним у неё был первый поцелуй в серии «Lisa’s Date with Density»). Расстались из-за того, что Лиза поняла, что таким, какой он есть, Нельсон ей не подходит, а изменить его она не в силах. Тем не менее после этой серии Нельсон стал относиться к ней намного лучше и в эпизоде «Sleeping with the Enemy» даже помог ей справиться с дисморфофобией и насмешками подруг.
- Ральф Виггам влюбился в неё в серии «I Love Lisa», но девочка не ответила ему взаимностью, хотя первое время принимала ухаживания Ральфа.
- Милхаус Ван Хутен добивался её благосклонности много сезонов, добился в семнадцатом (серия «The Last of the Red Hat Mamas»), но опять потерял из-за того, что был пойман с другой девушкой, Анжеликой. В сериях, описывающих будущее, по-разному показаны отношения Милхауса и Лизы (см. соответствующий раздел биографии), но он так и не перестал её любить. Серия «Homer Scissorhands» показывает, что хоть Лиза и относится к нему с пренебрежением в повседневной жизни, но его внимание воспринимает, как данность. И старается выяснить причину, почему лишилась положенного. В конце серии Лиза всё-таки целует его в губы, из жалости к нему (потому, что он «очень мило смотрится в лунном свете»).
- Люк Стетсон (эпизод «Dude, Where’s My Ranch?»). Ему нравилась Лиза, но когда она призналась, что из ревности пыталась причинить зло его сестре, Люк стал её презирать.
- Джесси Грасс (эпизод «Lisa the Tree Hugger»). Ярый защитник природы и всего живого. Часто попадает в тюрьму из-за устраиваемых акций протеста. Он не разделяет чувства Лизы, но очень хорошо к ней относится.
- Архимед Телониус, ученик начальной школы Вест-Спрингфилда («Trilogy of Error»). Познакомился с Лизой, когда та по ошибке попала в другую школу. Вместе они были очень недолго, но Архимед пообещал, что они вновь встретятся в старших классах. Интересно, что этот персонаж получил имя в честь знаменитого американского джазмена Телониуса Монка.
- Мистер Бёргстром, временный учитель Лизы («Lisa's Substitute»), к которому она прониклась огромной симпатией, потому что плохие отношения с отцом заставили её искать себе новый идеал мужчины. Он уехал из Спрингфилда, и Лиза больше никогда не получала вестей о нём. В 6 серии 25-го сезона Бёргстром мажет топлёным маслом овощи Лизы пока та разговаривает по телефону со своей новой подругой.
- Лэнгдон Алгер, ученик Спрингфилдской начальной школы — в серии «Bart on the Road» Лиза назвала это имя Гомеру, когда тот спросил, нравится ли ей кто-нибудь из мальчиков. Возможно, Лиза выдумала это имя, чтобы проверить, сумеет ли Гомер сохранить его в тайне: Алгер ни разу не был показан и не упоминался больше ни в одном эпизоде.
- Колин — мальчик, приехавший в Спрингфилд из Ирландии. Лиза познакомилась с ним в полнометражном мультфильме «Симпсоны в кино» («англ. Simpsons the movie»). Колин так же талантлив, как и Лиза, играет на гитаре и пытается спасти природу. В сериале их отношения не раскрываются. Возможно, они друзья.
- Эдмунд — мальчик-вампир из серии «Treehouse of Horror XXI». Лиза очень симпатизирует ему и даже согласна дать себя укусить в шею с тем, чтобы тоже стать вампиршей. Но она передумывает, узнав, что в результате этого ей всегда будет 9 лет.
- Ник — интеллектуал и романтик из серии «The Daughter Also Rises». Лиза знакомится с ним в кафе фастфуда, увидев его впервые через дырочку в ширме между столиками. Лиза и Ник тайно встречаются и сбегают вместе на остров. Однако, Лиза разочаровывается в своем мальчике из-за того, что тот брезгливый трус.
- Сайдшоу Боб — Лиза была влюблена в него в 13 серии 25 сезона. Она была очарована его аналогичными мыслями о высокой культуре. Также на странице Боба написано, что они всегда симпатизировали друг другу.
- В серии «Luca$[англ.]» она начинает увлекаться Лукасом Бортнером, конкурсным обжорой, с которым познакомилась в школьной столовой. Однако, их взаимоотношения так и не перетекают в любовь.

## Тип саксофона Лизы
Много споров у зрителей вызвал тип саксофона, на котором играет Лиза. Звучит он несомненно как баритон-саксофон (игру Лизы на саксофоне исполняет Терри Харрингтон (англ. Terry Harrington), но выглядит меньше и визуально больше напоминает альт, тем более что настоящий баритон-саксофон слишком велик для восьмилетнего ребёнка и имеет массу почти 7 килограммов. Тем не менее, создатели «Симпсонов» утверждают, что задумывался именно баритон-саксофон. Любопытно, что изначально Дэвид Сильверман предложил, чтобы Лиза играла на тубе (на этом инструменте в детстве играл он сам), но Джеймс Брукс посчитал, что баритон-саксофон лучше подчеркнёт особенность, гениальность девочки.
Саксофон, который подарил ей Мерфи Кровавые Дёсны, является альтом.
Также в одном из комиксов «Симпсоны» после поломки очередного инструмента Лиза посылает Гомера купить ей новый, причём в записке, которую она даёт ему, написано, что это должен быть бас-саксофон.

## Отношение зрителей к Лизе
Лиза является одним из самых, если не самым многогранным персонажем в «Симпсонах». Сообщество поклонников сериала, которое ещё несколько лет назад было единодушным в своем фанатизме по отношению к Гомеру и Барту, начинает в последнее время понемногу «переключаться» на женскую половину семьи Симпсонов. Это говорит о том, что зрители начинают ценить сериал не только за шутки и сатиру, но также и за глубокий смысл и философию, заложенную в него создателями.
Любопытной тенденцией в среде фанатов является «канонизация» Лизы, восприятие её как живого человека и идеализирование её образа. Это явление наиболее часто распространено среди зрителей мужского пола в возрасте примерно от 15 до 30 лет. Лизе посвящают литературные и художественные произведения, пишут признания в любви; существует особое направление в фанарте, посвящённом Лизе: изображение её в образе ангела. У каждого персонажа «Симпсонов» есть свои поклонники, но образ Лизы уникален в отношении реакции зрителей на него. Эта реакция в какой-то мере поддерживается создателями сериала: в сериях Лизу неоднократно можно увидеть в образе ангела или праведницы (в серии «Simpsons Bible Stories» ей единственной из всей семьи предоставляется возможность отправиться в Рай). Кроме того, среди официальной продукции с изображением «Симпсонов» имеется металлический дверной знак с изображением Лизы с нимбом и надписью «Ангел внутри».

## Интересные факты
Лиза как персонаж появилась из-под карандаша Мэтта Грейнинга в момент, когда он ожидал аудиенции в приёмной компании FOX. «Симпсонов» тогда ещё не существовало, но в самый последний момент Мэтт решил не продавать существующий бренд, а создать с нуля новый, так и появилась на свет Лиза и её семья. Имя девочке он дал в честь одной из своих сестёр. Впервые она появилась 19 апреля 1987 года в короткометражной серии «Good Night», показанной в «Шоу Трейси Ульман». В этой серии Лиза не была достаточно самостоятельным персонажем, а скорее являлась подобием своего брата Барта, но в дальнейшем её образ раскрывался и изменялся на протяжении 21 сезона.
На кастинге озвучивающих актёров на роль Лизы пробовалась Нэнси Картрайт, но её голос сочли чересчур мальчишеским, в то время как голос Ярдли Смит, пробовавшейся на роль Барта, не подходил персонажу мужского пола; таким образом актрисы поменялись ролями. В 1992 году за свою роль в серии «Lisa the Greek» актриса получила премию «Эмми». «Я думаю, даже если бы я не исполняла эту роль, Лиза всё равно была бы моим любимым персонажем. Она фантастически цельная и многогранная», — так описала Смит свою героиню в интервью журналу «Newsweek». Также она назвала озвучивание Лизы «самой лёгкой работой в своей жизни».
Помимо Смит, своим любимым персонажем Лизу признали Дэвид Коэн и Джеймс Брукс, также принимающие участие в создании сериала.
Лиза вошла в «Энциклопедию вымышленных людей», где упоминается в списках вымышленных демократов, музыкантов-любителей и детей, которые умнее большинства взрослых. В 2000 году была включена в список самых недооценённых личностей по версии журнала «Entertainment Weekly». В 2002 году разделила с Бартом 11-ю строчку списка пятидесяти величайших мультипликационных персонажей в истории по версии журнала «TV Guide». В интернет-голосовании на звание «Любимого персонажа „Симпсонов“», проводившемся с декабря 1996 по апрель 1998 года заняла четвёртое место после Гомера, Барта и Ральфа.